# مرسيدس بنز 30/10 بي إس
مرسيدس بنز ٣٠/١٠ بي إس، هي كانت سيارة متوسطة الحجم قدمتها شركة Benz & Cie في عام 1912. في نفس العام، زادت القدرة القصوى المُعلنة، مما أدى إلى تغيير الاسم إلى Benz 10/30 PS. اختفى هذا الطراز لمدة ثلاث سنوات بعد الحرب العالمية الأولى، لكنه عاد في عام 1921. وفي عام 1926، حدثت زيادة إضافية في القوة مما أدى إلى تغيير الاسم مرة أخرى إلى Benz 10/35 PS. وبعد اندماج شركتي دايملر وبنز، توقّف إنتاج طراز Benz 10/35 PS في عام 1927.

## التسمية
اتبعت الشركة المصنعة تقاليد التسمية الألمانية الشائعة في ذلك الوقت. ففي طراز Benz 10/30 PS، يشير الرقم "10" إلى القوة الحصانية الضريبية، والتي كانت تُستخدم من قبل السلطات لتحديد مقدار الضريبة السنوية المفروضة على مالكي السيارات. أما الرقم "30" فيشير إلى القدرة الفعلية للمحرك كما أعلنت عنها الشركة المصنعة، وتقاس بالحصان المتري.
في ألمانيا، كانت القوة الحصانية الضريبية – والتي تم تحديدها قانونيًا منذ عام 1906 – تُحسب بناءً على أبعاد أسطوانات المحرك. وعلى عكس الأنظمة المستخدمة في بقية أنحاء أوروبا، كانت الصيغة الألمانية تأخذ في الاعتبار كلاً من قطر الأسطوانة (bore) ومسافة الشوط (stroke)، مما جعل هناك علاقة خطية مباشرة بين حجم المحرك والقوة الحصانية الضريبية.
وعلى الرغم من أن السيارة كانت تُسوّق في زمنها تحت أسماء 10/25 PS أو 10/30 PS أو 10/35 PS حسب القدرة الفعلية للمحرك في تلك الفترة، إلا أنها تُعرف اليوم غالبًا ببساطة باسم Benz 10 PS، تجنبًا للتعقيد الناتج عن تغيّر الاسم أثناء فترة الإنتاج.

## الخصائص
تم تقديم السيارة لأول مرة عام 1912، وكانت مزودة بمحرك رباعي الأسطوانات مستقيم (in-line) بسعة 2,610 سم³، يولد قدرة قصوى تبلغ 25 حصانًا متريًا (25 PS / 18 كيلوواط) عند 1,600 دورة في الدقيقة. تنتقل القوة من المحرك إلى العجلات الخلفية عبر قابض مخروطي من الجلد، ومن ثم إلى ناقل حركة بأربع سرعات وعمود دفع من الفولاذ. وقد بلغت السرعة القصوى للسيارة نحو 70 كم/ساعة (45 ميل/ساعة).
وفي نفس العام، أعلنت الشركة عن محرك أقوى بنفس السعة، لكن بقدرة 30 حصانًا متريًا (30 PS / 22 كيلوواط) عند 1,750 دورة في الدقيقة. ما كان يُعد غير مألوف في ذلك الوقت هو أن الأسطوانات الأربع كانت مصبوبة في كتلة واحدة بدلًا من تقسيمها إلى كتلتين من أسطوانتين مزدوجتين.
كانت الفرامل تعمل ميكانيكيًا على عمود الدفع حتى عام 1925، عندما تم إعادة تصميم النظام ليشمل الفرملة على العجلات الأربع.
من حيث التصميم الخارجي، كانت تُقدَّم السيارة عادةً بأحد نوعين من الهياكل:
- "Tourenwagen" ذات هيكل توربيدو
- أو "Limousine" (سيدان أو صالون)

إلى جانب الشاسيه القياسي بطوله الكامل، وفرت الشركة أيضًا نسخة "Sport Runabout" أقصر بـ 100 مم (3.9 إنش) في قاعدة العجلات. وكانت العجلات الخشبية ذات محيط من قضبان خشبية مثبتة على محاور صلبة ومعلقة بنوابض ورقية بسيطة. وفي المراحل الأخيرة من الإنتاج، تم تصنيع بعض السيارات بعجلات ذات قضبان معدنية.

## النماذج
| الطراز     | تاريخ التصنيع | اسطوانة | سعة المحرك   | قطر الإصطوانة × الشوط | الأداء                 | عدد الدورات في الدقيقة |
| ---------- | ------------- | ------- | ------------ | --------------------- | ---------------------- | ---------------------- |
| 10/25 حصان | 1912          | 4 صفوف  | 2610 سم مكعب | 80 مم × 130 مم        | 25 حصان (18.4 كيلووات) | 1600 دقيقة −1          |
| 10/30 حصان | 1912-1918     | 4 صفوف  | 2610 سم مكعب | 80 مم × 130 مم        | 30 حصان (22 كيلوواط)   | 1750 دقيقة −1          |
| 10/30 حصان | 1921-1926     | 4 صفوف  | 2610 سم مكعب | 80 مم × 130 مم        | 30 حصان (22 كيلوواط)   | 2000 دقيقة −1          |
| 10/35 حصان | 1926-1927     | 4 صفوف  | 2610 سم مكعب | 80 مم × 130 مم        | 35 حصان (26 كيلو واط)  | 2500 دقيقة −1          |